# Muzică beat
Muzică beat (în original, Beat music) sau Beat britanic (în original, British beat) ori Merseybeat (numit după anumite formații din Liverpool și zone suburbane riverane râului Mersey) este un gen al muzicii populare, care a apărut și s-a dezvoltat în Regatul Unit în anii timpurii 1960.
Muzica beat este în esență a fuziune între rock'n'roll-ul „clasic” (mai ales între stilul de a cânta la chitară a lui Chuck Berry și ritmul de midtempo al unor muzicieni precum Buddy Holly), și stilurile doo-wop, skiffle și R&B.
Genul muzical beat a fost stilul cu care formațiile primei Invazii britanice au cucerit muzical  Statele Unite ale Americii, începând cu toate clasamentele muzicii pop trans-atlantice (ocupând locuri fruntașe în așa numitele, American pop charts), o dată cu anul 1964, și continuând a fi un model de urmat pentru toate grupurile muzicale ale timpului, incluzând formațiile muzicale axate pe modelul celor grupurilor rock, a căror compoziție constantă până astăzi cuprinde chitare solo, ritmică și bas, contrabalansate de percuția la baterie.

## Istoric, origini
Originea exactă a termenului de muzică beat (beat music) este neclară, deși originea termenului sinonim, Merseybeat, pare a fi mai limpede, și anume, „bătaie ritmică din [jurul râului] Mersey.” Desigur, din multiplele sensuri ale verbului neregulat beat, cea referitoare la sensul de bătaie ritmică este cea corectă. Ritmul beat devenise specific pentru acele formații care practicau stilurile muzicale rock'n'roll, rhythm and blues și soul, evident deosebit față de mișcarea artistică din artele americane, caracteristică Generației Beat ale anilor 1950.
O dată cu declinul inițial al „valului de rock'n'roll” al anilor târzii 1950, termenul de „big beat music”, prescurtat adesea la doar „beat music”, a devenit o alternativă „dance” pentru baladiștii timpului, precum Tommy Steele, Marty Wilde și Cliff Richard, care dominau copios clasamentele timpului din  Regatul Unit.
Antropologul cultural și criticul muzical german Ernest Borneman, care a locuit în Anglia decenii bune (între 1933 și 1960), a afirmat că ar fi fost acela care a folosit pentru prima dată termenul într-o coloană de-a sa din revista Melody Maker pentru a descrie imitarea de către britanici a formațiilor muzicale de peste ocean ce practicau stilurile muzicale rock'n'roll, rhythm and blues și skiffle.
Numele de en  Mersey Beat a fost utilizat pentru o revistă muzicală din Liverpool, fondată în 1961 de Bill Harry. Harry afirma că a folosit termenul „referitor la cuvântul beat folosit cu semnificația de bătaie aplicată de poliție și nu referitor la muzică” (conform, "based on a policeman's beat and not that of the music"). Trupa "The Pacifics" a fost astfel redenumită "The Mersey Beats" în februarie 1962 de către  Bob Wooler, MC (maestru de ceremonii) la Cavern Club, iar în aprilie al aceluiași an, numele lor oficial a devenit  The Merseybeats.
După succesul fulminant al trupei The Beatles din 1963, termenii de Mersey sound și Merseybeat au devenit larg aplicabili pentru formații și cântăreți din și din jurul orașului-fanion, Liverpool, fiind pentru prima dată în istoria muzicii britanice când un tip de sunet și un loc au fost conectate împreună. Scenele muzicale din Birmingham și Londra au fost categorisite ca fiind Brum beat și, respectiv, Tottenham Sound.

## Caracteristici
Cea mai distinctivă caracteristică a muzicii beat este bătaia ritmică, ușor de recunoscut, numit en  backbeat, comun atât rock and roll-ului cât și rhythm and blues-ului, dar adesea cu o accentuare pe toate bătăile unei măsuri 4/4. Ritmul însuși, descris de Alan Clayson ca fiind  "a changeless four-four offbeat on the snare drum", a fost prima dată experimentat în numeroasele cluburi de noapte din Hamburg, Germania de Vest, unde multe grupuri muzicale britanice, incluzând The Beatles, au cântat în anii timpurii 1960. Sunetul tipic, „hamburghez”, a fost cunoscut ca [bătaie ritmică] mach schau (în engleză, make show). Ritmul de 8/8 era suficient de flexibil pentru a fi adoptat de cântece variate acoperind un interval larg de genuri muzicale. În plus, conform criticului muzical Dave Laing,

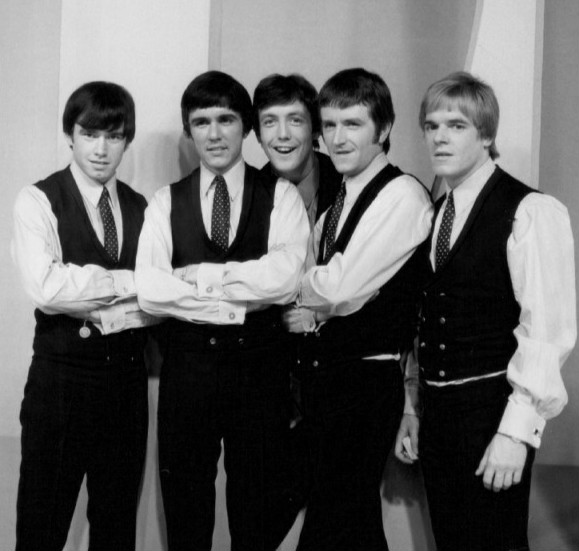
Grupul muzical The Dave Clark Five înaintea apariției lor la The Ed Sullivan Show în 1966

"Jocul acordurilor de chitară ale ritmului de bază a fost împărțit într-o serie de lovituri separate, adesea una câte una, cu o alternare obișnuită a chitarei bas cu cea a unui tambur [al tobelor] ca fundal. Această combinație a avut ca rezultat un efect foarte diferit față de caracterul monolitic al rock-ului, în sensul că ritmul nu a fost dat de dublarea unui instrument din secțiunea ritmică ci de către un altul, ca o juxtapunere între cele trei. Această flexibilitate a însemnat, de asemenea, că muzica beat ar putea face față unei game mai mari de semnături temporale și de forme de cântece decât rock & roll reușise să o facă".
"[T]he chord playing of the rhythm guitar was broken up into a series of separate strokes, often one to the bar, with the regular plodding of the bass guitar and crisp drumming behind it.  This gave a very different effect from the monolithic character of rock, in that the beat was given not by the duplication of one instrument in the rhythm section by another, but by an interplay between all three. This flexibility also meant that beat music could cope with a greater range of time-signatures and song shapes than rock & roll had been able to".
Grupurile beat au de obicei linii melodice dominate de o singură chitară, acompaniată de vocalist, de armonii și de versuri atractive. Cea mai comună structură a instrumentelor a grupurilor beat constă din trei chitare, solo, armonie și bas, contrabalansate respectiv de grupul tobelor de percuție, conform popularizării realizate de The Beatles, the Searchers, dar și de alții. Grupurile beat - chiar și cele cu un cântăreț solo - au cântat adesea atât versurile, cât și corurile din armonie apropiată, asemănătoare cu cel din stilul doo wop, adesea cu foneme articulate, dar lipsite de sens.

## „Explozia” muzicii beat

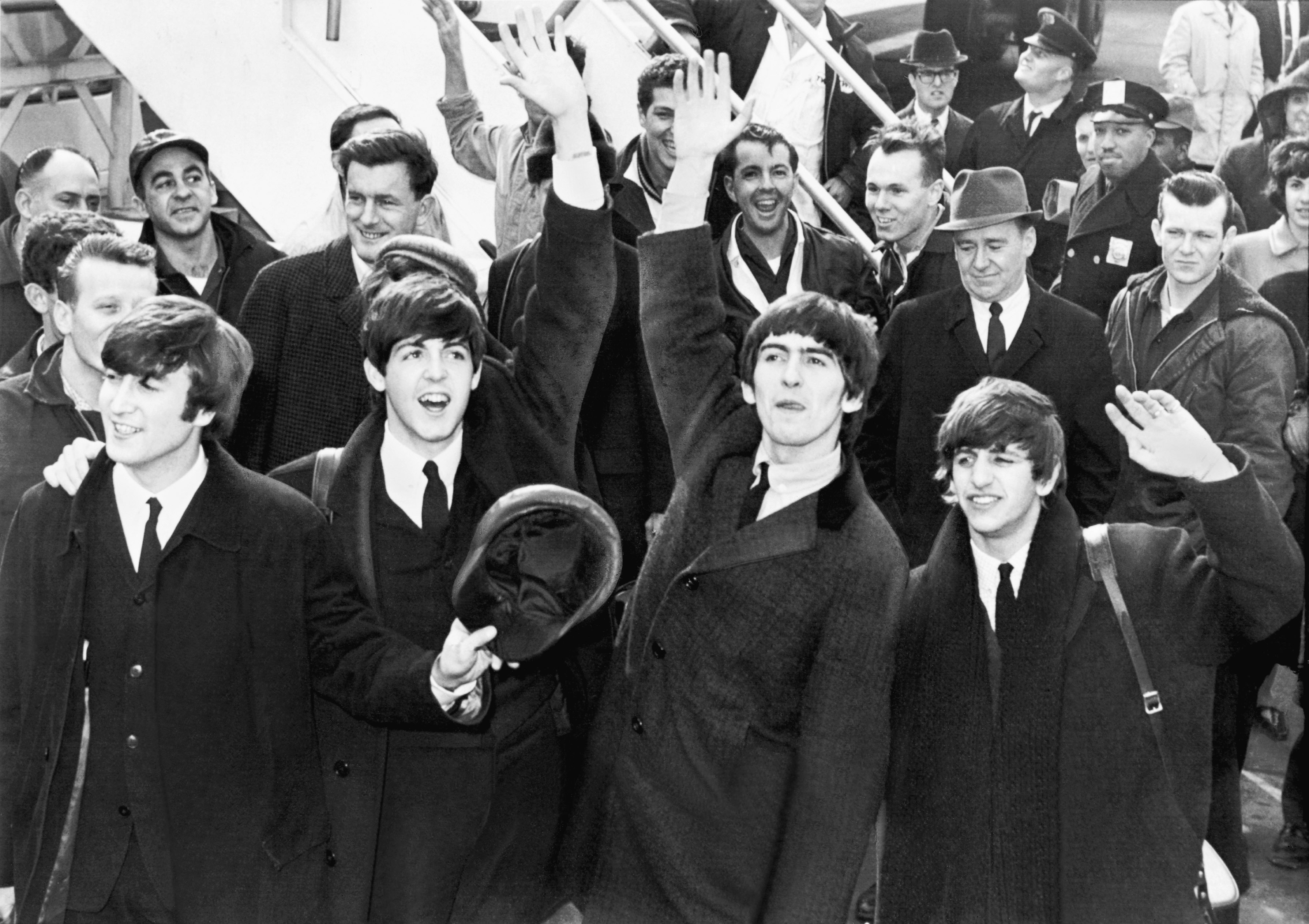
Sosirea celor patru fabuloși (Beatles) în Statele Unite, urmate de apariția lor la The Ed Sullivan Show, a marcat începutul invaziei britanice.

În anii târzii 1950, o anumită cultură specifică muzicală a grupurilor muzicale de tip cuartet și cvintet a început să apară, adesea după declinul scenei muzicale skiffle, în special în centrele urbane importante din Regatul Unit, așa cum sunt Liverpool, Manchester, Birmingham și Londra. În mod cu totul particular, trebuie remarcat scena artistică a Liverpool-ului, pe care se estimase că ar fi existat cel puțin 350 de formații active, adesea cântând la săli de dans, săli de concerte și cluburi de noapte. Liverpool-ul a fost plasat unic în Marea Britanie pentru a fi punctul de origine al noii forme de muzică ascultată, iubită și populară.
Printre cauzele succesului muzicii beat de la intersecția deceniilor cinci și șase, numeroșii comentatori ai fenomenului au indicat combinația de solidaritate locală (local solidarity), declinul industrial general al insulei mari britanice, depravarea socială și existența unei componente masive irlandeze în populația zonei, a cărei influență culturală a fost detectată în noul gen muzical.

### Invazia britanică
Termenul „Invazia britanică” (în engleză, "British Invasion"), folosit prima dată de faimosul jurnalist de televiziune Walter Cronkite pentru a descrie sosirea celor patru în Statele Unite, a devenit rapid universal folosit la începutul declanșării fenomenului cunoscut ca Beatlemania în 1964. Prezența celor patru din Liverpool la cunoscutul shoe de televiziune The Ed Sullivan Show a declanșat seria succeselor în toate clasamentele. De-a lungul celor doi ani care au urmat, alți britanici, precum The Animals, Petula Clark, The Dave Clark Five, the Rolling Stones, Donovan, Peter and Gordon, Manfred Mann, Freddie and the Dreamers, The Zombies, Wayne Fontana and the Mindbenders, Herman’s Hermits și The Troggs au avut fiecare unul sau mai multe melodii single în clasamentele din Statele Unite.

## Declinul genului muzical
Invazia britanică (prima) a durat la apogeul său aproximativ trei ani. Astfel pe la mijlocul anului 1967 muzica beat începuse să sune „depășită”, comparată mai ales cu blues rock-ul, care se impunea rapid ca noua tendință dominantă.
Cele mai multe grupurile muzicale care au rezistat și nu s-au dezmembrat până în 1967, precum The Beatles, făcuseră deja tranziția spre alte forme ale muzicii rock și pop, incluzând genurile de rock psihedelic și chiar  progresiv.

## Reprezentanți semnificativi

### Merseybeat
- The Beatles[18]
- The Big Three
- The Cryin' Shames
- Lee Curtis and the All-Stars[18]
- The Dakotas
- The Dennisons
- Derry and the Seniors
- The Escorts
- The Fourmost[18]

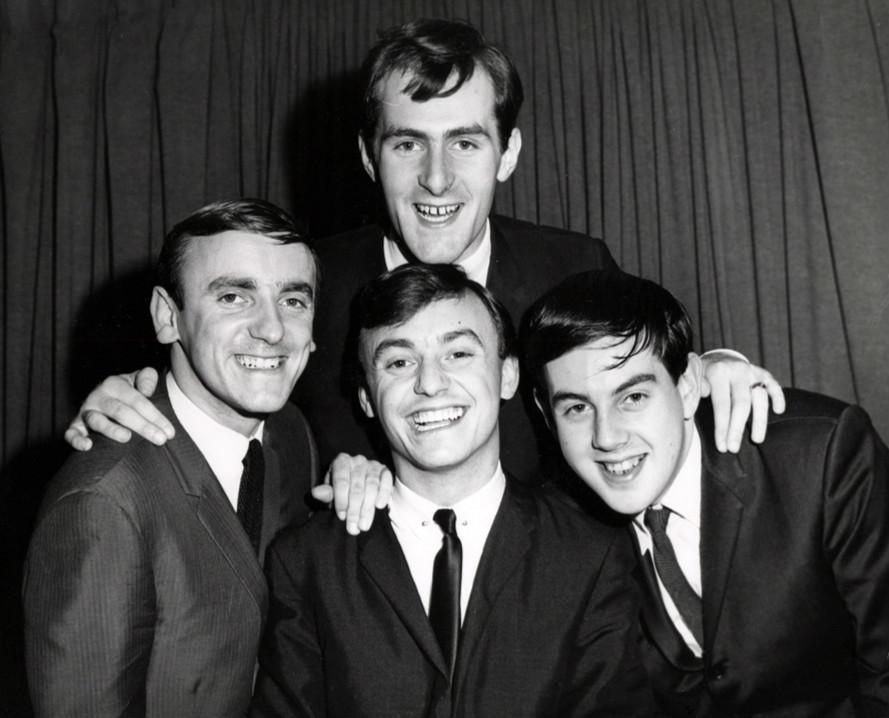
Gerry and the Pacemakers în 1964

- Gerry and the Pacemakers[13][18]
- Billy J. Kramer[18]
- The Liverbirds[18]
- The Merseybeats[18]
- The Mindbenders[18]
- The Mojos
- Rory Storm and the Hurricanes
- Kingsize Taylor and the Dominoes
- The Searchers[18]
- The Swinging Blue Jeans[18]
- The Undertakers[18]

### Alte grupuri beat britanice
- The Animals
- The Applejacks

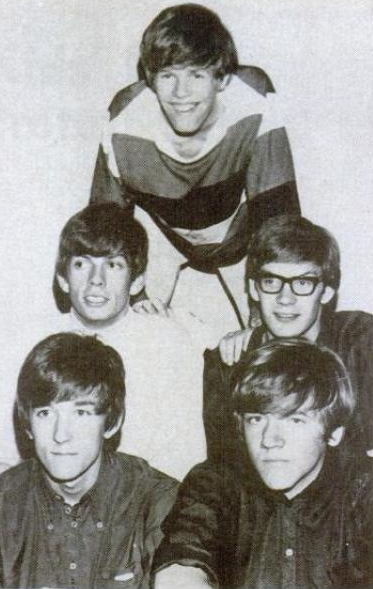
Herman's Hermits în 1965

- Cliff Bennett and the Rebel Rousers
- The Dave Clark Five[13]
- Dave Dee, Dozy, Beaky, Mick & Tich
- Eddy Grant and The Equals
- Freddie and the Dreamers
- Herman's Hermits[18]
- The Honeycombs
- The Hollies[18]
- The Kinks
- Lulu and The Luvvers
- Manfred Mann
- The Move
- Brian Poole and the Tremeloes
- The Pretty Things
- The Rolling Stones
- The Small Faces
- The Troggs
- The Who
- The Zombies

## Alte articole
- British rhythm and blues
- Freakbeat
- Garage rock
- Popular beat combo